# David Cervinski
David Cervinski (Geelong, Australia, 8 de noviembre de 1970-16 de mayo de 2019) fue un futbolista australiano que jugó para los Caballeros de Melbourne, Carlton y Wollongong Wolves en la National Soccer League y para Gombak United en Singapur. Cervinski ganó cuatro títulos de la NSL dos con los Caballeros y dos con los Lobos. Ganó el Wollongong contra Perth Glory en Subiaco Oval en una de las grandes Grandes Finales de la historia. En noviembre de 2017 fue honrado al presentar la Medalla Mark Viduka otorgada al jugador del partido en la Copa FFA. Era el hermano del exfutbolista Adrian Cervinski.

## Muerte
Adrian Cervinski Cervinski murió en mayo de 2019 después de una larga batalla contra el cáncer.

## Palmarés
| Carrera superior | Carrera superior                | Carrera superior | Carrera superior |
| ---------------- | ------------------------------- | ---------------- | ---------------- |
| Años             | Equipo                          | Partidos         | ( Gls )          |
| 1993–1995        | Melbourne Knights Football Club | 23               | (3)              |
| 1995             | North Geelong Warriors FC       |                  |                  |
| 1995–1997        | Melbourne Knights Football Club | 49               | (3)              |
| 1997–1999        | Carlton SC                      | 47               | (4)              |
| 1999             | Gombak United FC                |                  |                  |
| 1999-2003        | Wollongong Wolves Football Club | 100              | (3)              |
| 2003             | Cringila                        |                  |                  |
| 2003–2004        | Canterbury-Marrickville         | 8                | (1)              |
| 2003–2004        | Cringila                        |                  |                  |
| 2004–2007        | North Geelong Warriors FC       |                  |                  |